# Rootless Tree
Rootless Tree is een nummer van de Ierse singer-songwriter Damien Rice uit 2007. Het is de tweede single van zijn tweede studioalbum 9.
"Rootless Tree" kent rustige coupletten, terwijl in het refrein meer een elektrische gitaar aanwezig is. Het nummer gaat over de behoefte om vrij en onafhankelijk te zijn, maar tegelijkertijd erkent de tekst ook dat je anderen nodig hebt. Ook is de boodschap van het nummer om zelfredzaam te zijn, ook in tijden van tegenspoed. De plaat flopte in Rice's thuisland Ierland, maar werd wel een kleine hit in het Verenigd Koninkrijk, waar het de 50e positie bereikte. In het Nederlandse taalgebied werden ook geen hitlijsten gehaald.

## Tracklijst
7"-single
1. "Rootless Tree" - 4:22
2. "9 Crimes" (live on KRCW) - 3:42